# Перша теорема Веєрштрасса
Перша теорема Веєрштрасса доводить обмеженість неперервної функції на відрізку (замкненому проміжку).
У деяких підручниках цю теорему об'єднують із другою теоремою Веєрштрасса в одну «теорему Веєрштрасса».

## Формулювання теореми
Якщо функція {\displaystyle f(x)} неперервна на відрізку {\displaystyle [a,b]}, то вона обмежена на цьому проміжку.

## Доведення
Доведемо, що функція {\displaystyle f(x)} обмежена зверху на проміжку {\displaystyle [a,b]} (обмеженість знизу доводиться аналогічно).
Припустимо протилежне, тобто, що {\displaystyle f(x)} не є обмеженою на проміжку {\displaystyle [a,b]}.
Тоді для будь-якого натурального числа {\displaystyle n} {\displaystyle (n=1,2,...)} знайдеться хоча б одна точка {\displaystyle x_{n}} з проміжку {\displaystyle [a,b]} така, що {\displaystyle f(x_{n})>n} (інакше {\displaystyle f(x)} була б обмежена зверху на проміжку {\displaystyle [a,b]}).
Таким чином, існує послідовність значень {\displaystyle x_{n}} з проміжку {\displaystyle [a,b]} така, що відповідна їй послідовність значень функції {\displaystyle {f(x_{n})}} є нескінченно великою. Внаслідок теореми Больцано — Веєрштрасса, з послідовності {\displaystyle {x_{n}}} можна виділити підпослідовність, яка збігається до точки {\displaystyle c}, що належить {\displaystyle [a,b]}. Позначимо цю послідовність символом {\displaystyle {x_{k}}}, {\displaystyle (k_{n})} {\displaystyle (n=1,2,...)}. Внаслідок неперервності функції {\displaystyle f(x)} у точці {\displaystyle c} відповідна підпослідовність значень функції {\displaystyle {f(x_{k})}} має збігатися до {\displaystyle {f(c)}}. Але це неможливо, оскільки підпослідовність {\displaystyle {f(x_{k})}}, яку виділено з послідовності {\displaystyle {f(x_{n})}}, сама є нескінченно великою. Отже, наше припущення про необмеженість хибне.
Теорему доведено.

### Зауваження
Для інтервалу (чи півпроміжку) твердження, аналогічне першій теоремі Веєрштрасса, вже хибне, тобто з неперервності функції на інтервалі (півпроміжку) вже не випливає обмеженість цієї функції на вказаній множині.
Наприклад, розглянемо функцію {\displaystyle f(x)=1/x} на інтервалі {\displaystyle (0,1)}. Ця функція на вказаному інтервалі неперервна, але необмежена, оскільки існує послідовність точок {\displaystyle x_{n}=1/n} {\displaystyle (n=2,3,...)}, які належать вказаному інтервалу, така, що відповідна послідовність значень функції {\displaystyle {f(x_{n})}={n}} є нескінченно великою.